# Ave Impex
Ave Impex este o companie producătoare de carne de pasăre din Satu Mare.
Compania a fost înființată în 1994, principalii acționari ai firmei fiind persoane fizice.
În anul 2007, Ave Impex deținea o cotă de piață de 4,51%
Ave Impex deține o afacere integrată în sectorul de creștere a păsărilor, acționarii operând și lanțul de șase restaurante Ave Chicken, dintre care două se află în cadrul centrului comercial Auchan.

## Informații financiare[3]
| Ani  | Venituri | Cheltuieli | Profit    | Inventar | Rezerve | Creanțe  | Datorii  | Banca și numerar | Angajați |
| ---- | -------- | ---------- | --------- | -------- | ------- | -------- | -------- | ---------------- | -------- |
| 2021 | 71725291 | 14192486   | 57532805  | 0        | 0       | 4620234  | 4781655  | 4927             | 2        |
| 2020 | 4423141  | 4219325    | 203816    | 0        | 0       | 13381288 | 79353495 | 207474           | 3        |
| 2019 | 6603098  | 6742734    | -139636   | 162458   | 0       | 11092004 | 77864710 | 5735             | 3        |
| 2018 | 2232832  | 2807675    | -574843   | 0        | 0       | 12949229 | 80067791 | 17103            | 4        |
| 2017 | 19156671 | 29871087   | -10714416 | 0        | 0       | 12416264 | 79379281 | 31806            | 28       |
| 2016 | 59927546 | 96316816   | -34408261 | 5526611  | 0       | 20230347 | 85087326 | 4816             | 115      |